# Culto equino

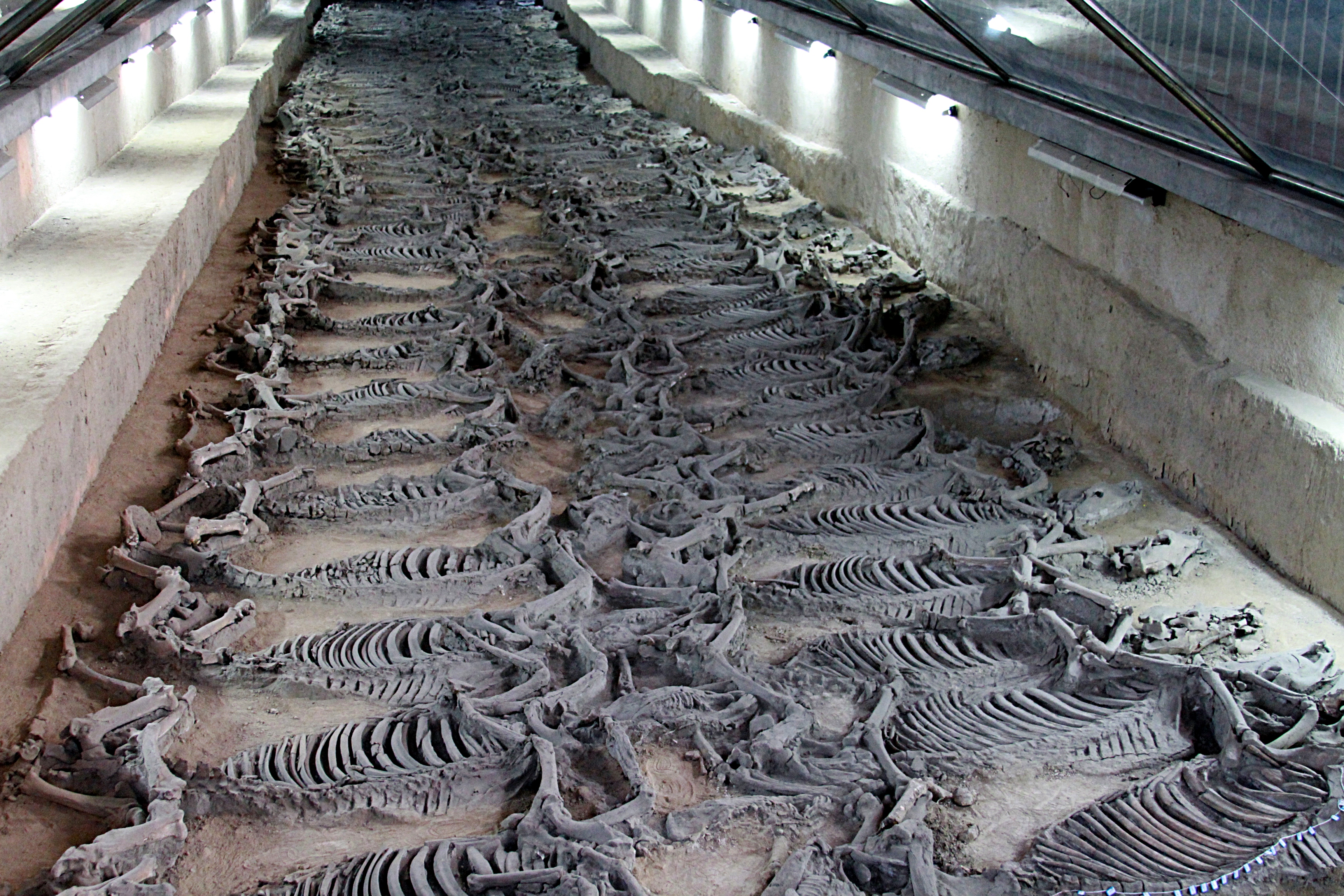
Esqueletos de 145 caballos en la tumba de Qí Jǐng Gōng (el "duque" Jing de Qi), China,

El culto equino es una forma de culto religioso, la que toma al caballo o a lo relacionado con él (la equitación, los jinetes) como divinidad o se lo asocia. Muy difundido por toda Eurasia, al igual que la difusión de la domesticación del caballo, se desarrolló particularmente a partir de la Edad de los Metales.
Los enterramientos y sacrificios equinos fueron comunes entre las culturas nómadas euroasiáticas, inicialmente por las indoeuropeas, y posteriormente (a partir de la Alta Edad Media) por las túrquicas. También hay testimonios de prácticas adivinatorias y oráculos vinculados a caballos, tanto en Europa (Arkona) como en Extremo Oriente (tumbas de la dinastía Ming).
Como otros cultos a animales (zoolatría, totemismo) o el culto solar, fue considerado una manifestación de paganismo por las religiones abrahámicas.

## Prehistoria, Protohistoria y Edad Antigua

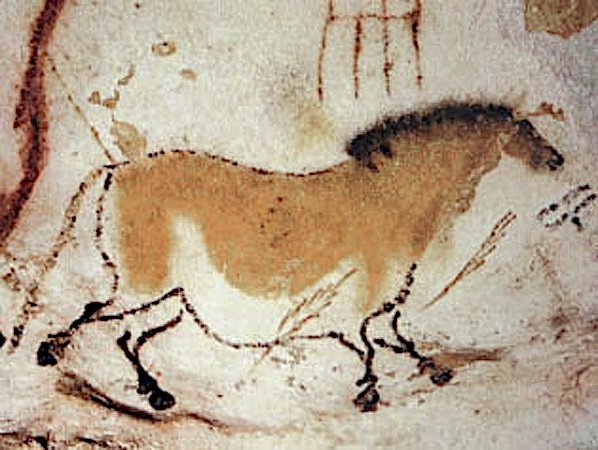
Caballo de Lascaux.

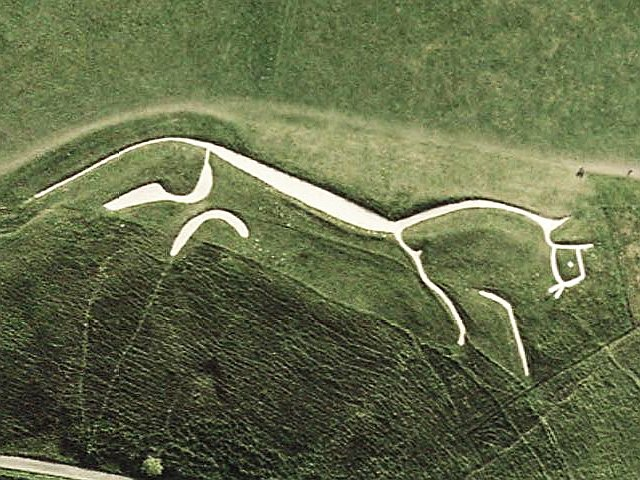
Caballo Blanco de Uffington.

La representación de caballos en el arte paleolítico es muy frecuente. Su interpretación como parte de algún tipo de culto es altamente conjetural.
El Caballo Blanco de Uffington, datado entre 1400 y 600 a. C. puede interpretarse como una muestra de culto equino en la Edad del Bronce.
El arqueólogo francés Patrice Méniel ha demostrado, tras examinar restos equinos de distintos yacimientos, la ausencia de "hipofagia" en los enterramientos equinos rituales de Galia en la Edad del Hierro, aunque sí había tal consumo de carne de caballo en asentamientos cronológicamente anteriores de las mismas zonas.
El dios griego Poseidón, como otros dioses acuáticos, se asociaba o incluso identificaba con la forma del caballo (en el arte griego suele ser representado conduciendo un carro tirado por hipocampos o por caballos. El caballo era la ofrenda sacrificial de los marinos a Poseidón para asegurarse un viaje seguro. Los fenicios y los gaditanos construían sus barcos con la proa en forma de cabeza de caballo, y según los griegos se denominaban "caballos" (hippoi). En una cueva de Figalia Deméter era representada, según la tradición, con cabeza y crines de caballo, posiblemente como recuerdo de la época en que era un "espíritu del cereal" no especializado. En Laconia los sacerdotes de Deméter era llamados Poloi ("potros"). La asociación de Deméter y de Poseidón con el caballo se relaciona también en uno de los frecuentes episodios de metamorfosis: Poseidón perseguía a Deméter, pero esta pretendía librarse de él transformándose en yegua. Poseidón la reconoció y se transformó entonces en caballo para poseerla. De su unión nació Arión, un caballo alado inmortal capaz de hablar. Las equirria romanas eran fiestas en honor a Marte que se celebraban con carreras de caballos. Cástor, uno de los Dióscuros, es representado como domador de caballos. Apolo desplazaba el sol por el firmamento con un carro tirado por caballos.

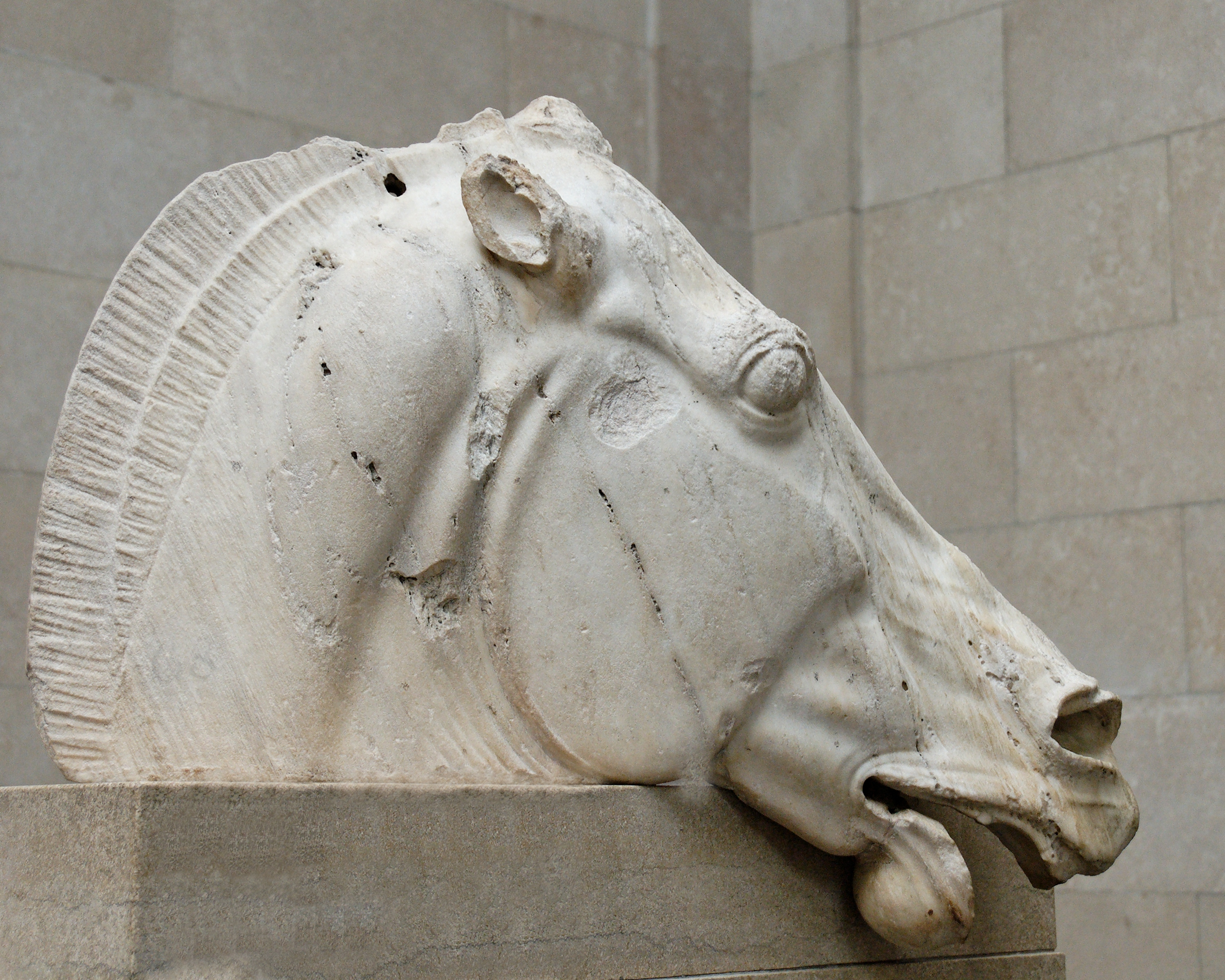
Cabeza de uno de los caballos del carro de Apolo en el frontón del Partenón.

En la mitología nórdica hay metamorfosis semejantes a las de Poseidón vinculadas a Loki, que se transformó en yegua y dio a luz a Sleipnir, "el mayor de todos los caballos". Tácito menciona en Germania el uso de caballos blancos entre los pueblos germanos para la adivinación. A tales caballos se les libraba de todo trabajo y eran dejados crecer libres en bosques sagrados.
En la Galia y el resto del Occidente romano, el culto de Epona (diosa celta de los caballos) estaba muy extendido.

## Edad Media
La leyenda galesa de Rhiannon y la irlandesa de Macha, aunque fueron fijadas por escrito en época cristiana, indican anteriores cultos equinos. El que Rhiannon se especifique como de color blanco, se ha asociado a las referencias a los caballos sagrados germanos y a otras similares, en lo que podría entenderse como un fenómeno generalizado entre los pueblos indoeuropeos.
El templo fortificado del Cabo Arkona (en la isla de Rügen, actual Alemania), fue el centro religioso de la tribu eslava occidental denominada rani. Se dedicaba a Svantevit y alojaba un importante oráculo equino, que decidía la paz o la guerra. Oráculos similares se encontraban entre los lutici (Rethra y el actual Szczecin).
Entre los anglosajones hay algún caso de enterramiento equino (Sutton Hoo) y las figuras míticas de Hengist y Horsa están asociadas a los caballos. La iconografía del caballo era una de las más utilizadas (Sachsenross, Saxon Steed, "caballo sajón"), y posteriormente se convirtió en un motivo heráldico muy extendido.